# Īslīce
La Īslīce (en lituanien : Yslykis), est une rivière dans le nord de la Lituanie (municipalité du district de Pasvalys) et le sud de la Lettonie (Rundāles novads). Sa longueur est d'environ 70 km, dont 43 km sur le territoire de la Lettonie et 27 km sur le territoire de la Lituanie. La rivière traverse les localités de Titkoniai, Kaupai, Kužmiškis, Krievgaliai et Brunaviškiai en Lituanie, et les pagasts de Īslīce (en), Rundāle (en) et Viesturi (en) en Lettonie.
Ses affluents sont l'Upelis, la Maučiuvis, la Planytė, la Svirkalnis, la Beržtalis. Elle se jette dans la Lielupe sur le territoire du pagasts de Viesturi (en).
Sur la rivière se trouve le barrage de la centrale hydroélectrique de Rundāle.